# Atoconeura
Genre
Atoconeura est un genre d'insectes de la famille des Libellulidae appartenant au sous-ordre des anisoptères dans l'ordre des odonates. Il comprend six espèces.

## Espèces du genreAtoconeura
Espèces du genre Atoconeura :
- Atoconeura aethiopica Kimmins, 1958
- Atoconeura biordinata Karsch, 1899
- Atoconeura eudoxia (Kirby, 1909)
- Atoconeura kenya Longfield, 1953
- Atoconeura luxata Dijkstra, 2006
- Atoconeura pseudeudoxia Longfield, 1953